# Курландски џеп
Курландски џеп је представљао блокаду снага сила Осовине од стране Црвене армије на полуострву Курландија у завршним месецима Другог светског рата.
Џеп је настао током балтичке стратешке офанзиве Црвене армије, када су снаге 1. балтичког фронта изашле на Балтичко море код Мемела. Овим је немачка група армија Центар изолована од остатка немачких снага између Тукумса и Лијепаје у Летонији. Ова група армија је преименована у групу армија Курландија 25. јануара, и остала је изолована до краја рата, када јој је наређено да се преда совјетској команди 8. маја 1945.

## Позадина
Курландију, је, као и целу балтичку источну обалу и острва, прегазила немачка група армија Север током 1941. године. Група армија Север је провела већи део наредне две године у безуспешним покушајима да заузме Лењинград. Јануара 1944, Совјети су успели да разбију опсаду Лењинграда.

### Операција Багратион
Дана 22. јуна 1944, Црвена армија је започела Белоруску стратешку офанзиву под кодним именом операција Багратион. Циљ ове офанзиве је било ослобађање Белоруске СССР од немачке окупације. Операција Багратион је била изузетно успешна, и довела је до готово потпуног уништења групе армија Центар, и окончана је 29. августа 1944. У завршним фазама ове операције, совјетске снаге су у Каунаској и Шиуљајској офанзиви продрле дубоко према балтичкој обали и пресекле комуникације између немачке групе армија Север и остатака групе армија Центар.
Након завршетка операције Багратион, Совјети су наставили са чишћењем балтичке обале, упркос немачким покушајима да поново успоставе фронт (операција Допелкопф). Црвена армија је напала Мемел, са циљем да изолује групу армија Север.

## Битке за „Курландски мостобран“
У уторак, 9. октобра 1944, Совјети су изашли на Балтичко море код Мемела, након што су прегазили штаб 3. оклопне армије. Последица тога је била да је група армија Север одсечена од пута за Источну Пруску. Хитлерови војни саветници, посебно Хајнц Гудеријан, начелник генералштаба, су предлагали хитну евакуацију и коришћење тих трупа за стабилизовање фронта у централној Европи. Међутим, Хитлер је одбио и наредио немачким снагама у Курландији и на естонским острвима Хиума и Сарема да држе положаје, верујући да је неопходно заштитити немачке подморничке базе дуж балтичке обале. Хитлер је још увек веровао да је рат могуће добити, и надао се да ће Деницов нови тип подморница донети Немачкој победу у бици на Атлантику, и истерати Савезнике из западне Европе. Ово би омогућило немачким снагама да се концентришу на источном фронту, користећи Курландски џеп као одскочну даску за офанзиву..
Хитлерово одбијање да евакуише ову групу армија је резултовало ушанчавањем више од 200.000 немачких војника, углавном из 16. армије и 18. армије, на положајима који су постали познати као Курландски мостобран. Тридесет и три дивизије под командом Шернера су биле одсечене од Пруске и раширене на фронту који се протезао од Риге до Лијепаје, и повлачиле се на дефанзивније положаје напуштајући Ригу.
Совјети су организовали шест великих офанзива против немачких и летонских снага ушанчених у Курландском џепу од 15. октобра 1944. до 4. априла 1945:
Немачко двофазно повлачење током извођења друге фазе совјетске Балтичке офанзиве (14. септембар 1944. - 24. новембар 1944), након формирања џепа у првој фази Балтичке офанзиве
1. Од 15. октобра 1944, до 22. октобра 1944 - Совјети су спровели Ришку офанзиву која је отпочела 15. октобра у 10:00 након жестоке артиљеријске баражне ватре[4]. Хитлер је дозволио команданту групе армија, Фердинанду Шернеру да започне повлачење из Риге 11. октобра, а 3. балтички фронт је заузео град 13. октобра.[5] Фронт се стабилизовао и главни део остатка групе армија Север је остао изолован на полуострву.
2. Од 27. октобра 1944, до 25. новембра 1944 - Совјети су спровели офанзиву у покушају да пробију фронт према Скрундеу и Салдусу, у једном тренутку симултано нападајући са 52 дивизије[4].

Совјетски 2. балтички (северни сектор) и 1. балтички фронт (јужни сектор) су започели блокаду. У склопу 22. совјетске армије (2. балтички фронт) је био летонски 130. стрељачки корпус који је укључивао две стрељачке дивизије у којима је служио велики број Летонаца, који су се ускоро суочили са својим земљацима из летонске 19. Вафен гренадирске дивизије СС.
1. од 23. децембра 1944. до 31. децембра 1944.
2. од 23. јануара 1945. до 3. фебруара 1945.
3. од 12. фебруара 1945. до 19. фебруара 1945.
4. од 17. марта 1945. до 4. априла 1945.

Дана 15. јануара 1945. група армија Север је преименована у групу армија Курландија под командом генерал-пуковника др Лотара Рендулица. До краја рата, група армија Курландија (укључујући дивизије попут Летонске добровољачке СС легије) је остала блокирана на Курландском полуострву.
8. немачки шеф државе и председник Карл Дениц је наредио генерал-пуковнику Карлу Хилперту, последњем команданту групе армија, да се преда. Хилперт, његов штаб, и штаб три армије се предао маршалу Леониду Говорову, командиру Лењинградског фронта. У овом тренутку, група армија се још увек састојала од остатака двадесет и седам дивизија и једне бригаде.
Дана 8. маја, генерал РАусер је успео да испослује боље услове предаје од совјетске команде. 9. маја, совјетска комисија у Пеилеиу је започела са испитивањем заробљеног штаба групе армија Курландија, и почело је опште сакупљање заробљеника.
До 12. маја, приближно 135.000 немачких војника у Курландском џепу се предало. 23. маја је окончано совјетско сакупљање заробљеника. Укупно 180.000 немачких војника је заробљено у области Балтика.